# NGC 6900
NGC 6900 este o emission-line galaxy⁠(d) situată în constelația Vulturul. A fost descoperită în 1 octombrie 1863 de către Albert Marth.